# (500020) 2011 QY84
(500020) 2011 QY84 es un asteroide perteneciente al cinturón de asteroides, descubierto el 2 de febrero de 2008 por el equipo del Mount Lemmon Survey desde el Observatorio del Monte Lemmon, Arizona, Estados Unidos.

## Designación y nombre
Designado provisionalmente como 2011 QY84.

## Características orbitales
2011 QY84 está situado a una distancia media del Sol de 3,169 ua, pudiendo alejarse hasta 3,462 ua y acercarse hasta 2,876 ua. Su excentricidad es 0,092 y la inclinación orbital 8,606 grados. Emplea 2061,06 días en completar una órbita alrededor del Sol.

## Características físicas
La magnitud absoluta de 2011 QY84 es 16,7.